# Tapeinosperma amosense
Tapeinosperma amosense är en viveväxtart som beskrevs av André Guillaumin. Tapeinosperma amosense ingår i släktet Tapeinosperma och familjen viveväxter. Inga underarter finns listade i Catalogue of Life.